# L'aventurer
L'aventurer (títol original en italià: L'avventuriero) és una pel·lícula italiana de Terence Young estrenada el 1967.Ha estat doblada al català.

## Argument
1797. El pirata Peyrol, portador d'un missatge per a l'almirall de la flota, força una vegada més el bloqueig de la flota anglesa a l'altura de Toló. Però un comissari del poble, Dussard, l'acusa d'haver robat un carregament d'or. Peyrol aconsegueix escapar-se i troba refugi en una granja costanera aïllada, on viuen Arlette, jove inestable, i la seva tia Catherine.

## Repartiment
- Anthony Quinn: Peyrol
- Rosanna Schiaffino: Arlette
- Rita Hayworth: tia Catherine
- Richard Johnson: El tinent Real
- Yvo Garrani: Scevola
- Mino Doro: el comissari Dussard
- Luciano Rossi: Michel
- Mirko Valentin: Jacot
- Gianni Di Benedetto: El tinent Bolt